# Nord-Willemskanal

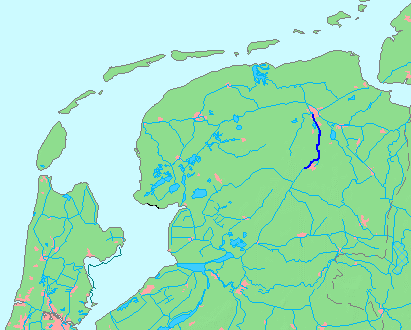
Verlauf des Noord-Willems-Kanaals

Der Nord-Willemskanal (niederländisch Noord-Willemskanaal) ist die Schifffahrtsverbindung zwischen der Drentsche Hoofdvaart westlich von Assen und der Stadt Groningen in den Niederlanden. Der Kanal verläuft ungefähr parallel zur Autobahn A28, ist 38 km lang und hat eine Tiefe von 2 m.

## Geschichte
Der Kanal wurde aufgrund einer königlichen Konzession vom 23. Juni 1855 durch ein Unternehmen, die Noord-Willemskanaal Maatschappij mit Sitz in Groningen, gebaut und betrieben. 1861 wurde der Kanal fertiggestellt und nach König Willem III. benannt. Noord-Willemskanaal heißt er, da es in Noord-Brabant schon einen Willemskanal gab.
Nach Ablauf der auf 99 Jahre befristeten Konzession übernahm der niederländische Staat den Kanal.

## Schleusen
Der Kanal hat drei Schleusen:
- nördlich von Assen (bei Peelo)
- Schleuse III, ca. 1,5 km nördlich von Vries
- Schleuse IV, bei De Punt, einem Dorf in der Gemeinde Tynaarlo in Drenthe

Da der Kanal zwischen Haren und Groningen ungefähr dem Verlauf des Hoornsediep (Drentse Aa) folgt, wird dieser Teil oft noch so genannt.